# Années 1170 av. J.-C.
Les années 1170 av. J.-C. couvrent les années de 1179 av. J.-C. à 1170 av. J.-C.

## Événements

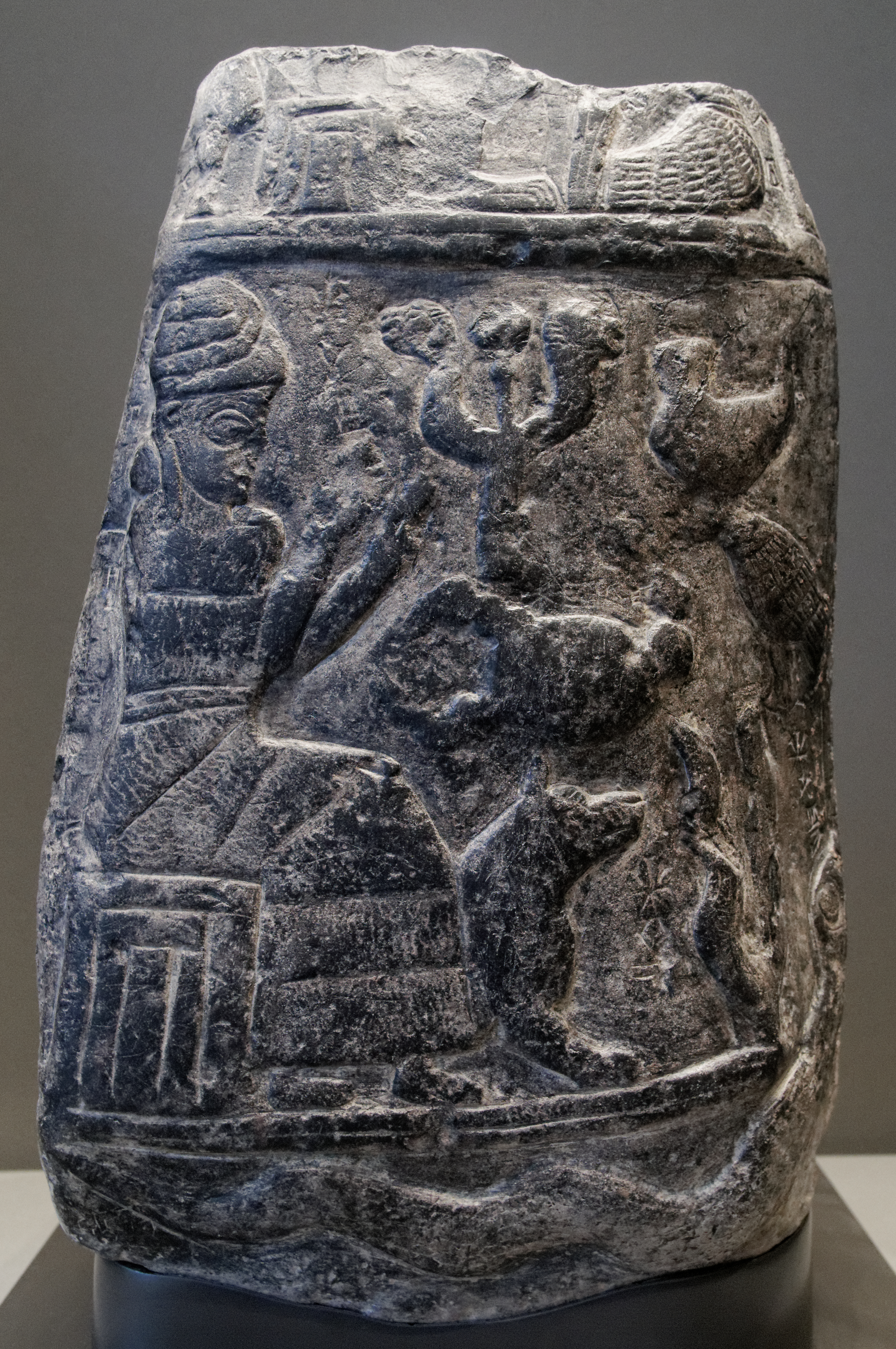
Kudurru daté du règne de Marduk-apla-iddina. Œuvre babylonienne de la période kassite, emportée à Suse comme butin de guerre au Musée du Louvre.

- Vers 1200-1180 av. J.-C. : arrivée des Doriens en Grèce continentale, présenté comme le « retour des Héraclides » dans la mythologie grecque[1]. Profitant de l’effondrement de la puissance mycénienne, ils avancent par petits groupes des montagnes du Nord-Ouest de la Grèce vers la Thessalie, la Béotie (Mégare est séparée de l’Attique ionien) et le Péloponnèse. La migration dorienne n’a laissé aucune trace dans l’archéologie, et a été mise en doute[2]. Le dialecte « dorien » n’est peut être que celui des classes « populaires » qui se serait développé après la chute de l’aristocratie mycénienne[3]. Il est plus probable que les nouveaux venus aient assimilés les coutumes et les usages des régions qu’ils occupent[2].

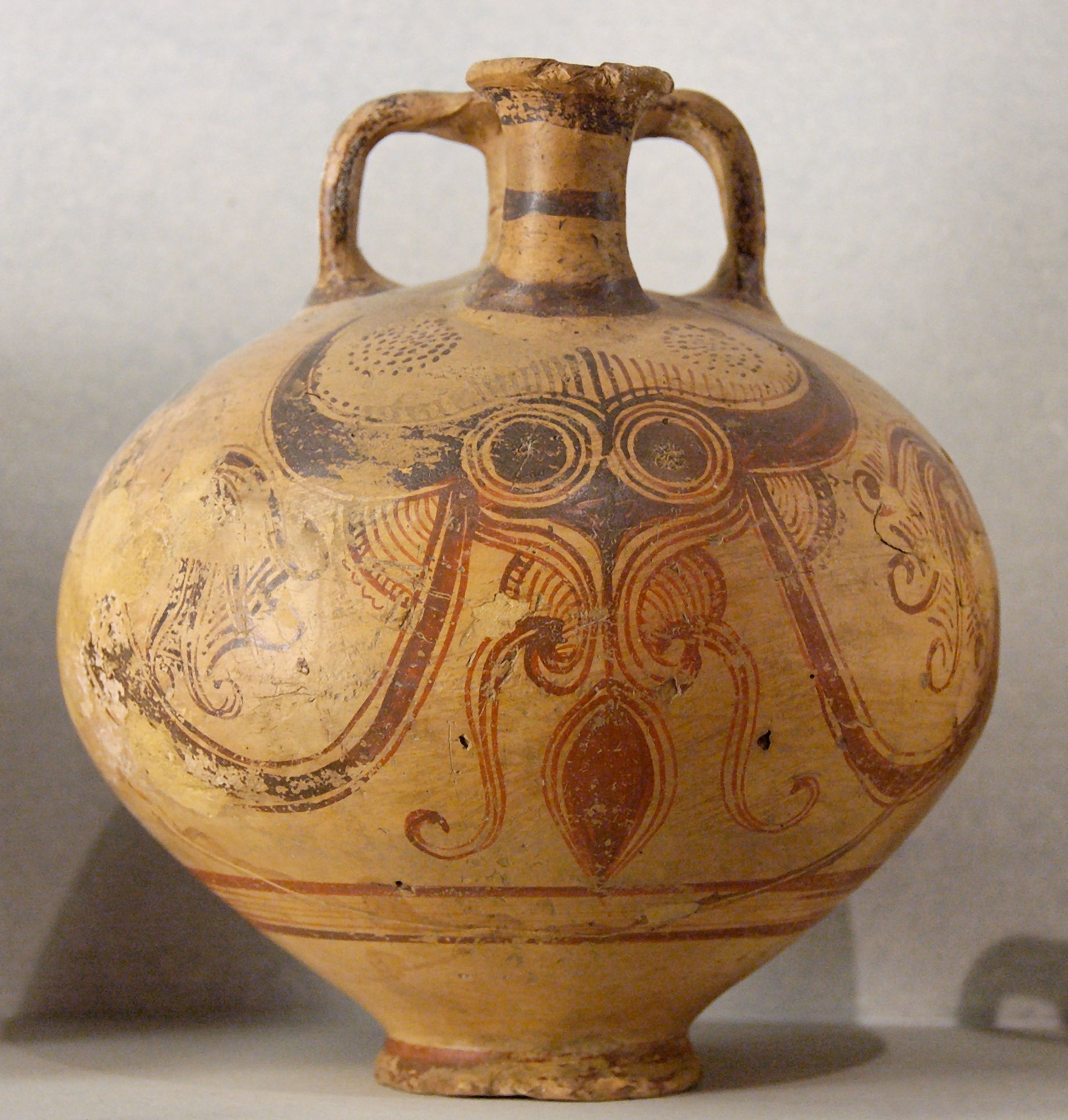
Vase à étrier au poulpe, découvert à Rhodes. Terre cuite, Helladique récent IIIC1 (1200–1100 av. J.-C.).

- Vers 1180-1170 av. J.-C. : effondrement du Royaume hittite en Asie Mineure et destruction d'Ougarit dans le pays de Canaan.
- 1180-1065 av. J.-C. : céramique Helladique récent III C en Grèce : poulpes, spirales, cercles concentriques. Diminution du nombre des sites archéologique HR III C, en Messénie et en Laconie : dépopulation, dispersion des habitants dans des fermes ou hameaux isolés ou regroupement au contraire sur des sites plus sûrs. Des groupes de Mycéniens du Péloponnèse immigrent vers des zones périphériques (Achaïe, Corfou, Grèce du nord-est et du nord, Dodécanèse, Chypre). Tirynthe et Mycènes restent des sites fortifiés importants. Ralentissement de la navigation, du commerce et de l’industrie en Grèce. Disparition d’une grande partie de l’outillage de bronze (haches, faucilles, houes)[4]. Affaiblissement puis interruption de l’écriture mycénienne linéaire B (tablettes de Tirynthe). Elle survit à Chypre jusque vers 1050 av. J.-C..
- 1179-1134 av. J.-C.[5] : règne d'Ashur-dân Ier, roi d’Assyrie[6]. Ashur-dân et son successeur Ashur-rêsh-ishi Ier obligent les Sutû à payer tribut, tiennent les Ahlamû à distance, portent la frontière avec Babylone sur l’Adhem, proche de la Diyala, et restaurent de nombreux temples à Assur et Ninive.

- 1173-1161 av. J.-C.[5] : règne de Marduk-apla-iddina, roi Kassite de Babylone[6].

- Vers 1175 av. J.-C. : bataille du delta du Nil opposant Ramsès III, pharaon d'Égypte aux Peuples de la mer. Ceux-ci sont notamment formés de Lyciens, de Grecs de Sardes et de Sicules.